# Trinitystudiet
Inden for økonomi, investeringsrådgivning og pensionsplanlægning er trinitystudiet et uformelt navn, der bruges til at omtale en indflydelsesrigt videnskabelig artikel fra 1998 af tre økonomiprofessorer fra Trinity University i Texas. Det er ét af en gruppe studier, der forsøger at fastsætte en "sikker udtræknings-rate" fra pensionsmidler der består af aktier, og som derfor vokser (eller skrumper) uregelmæssigt over tid.
I det oprindelige studie blev succes primært bedømt på om porteføljen var stor nok til at udbetale det ønskede beløb i en fastsat periode; dvs. at investorer ikke der ikke blev trukket penge ud under investorens pension før vedkommende døde; bevarelse af kapitalen var ikke det primære mål, men den "terminale værdi" af porteføljen for de investorer som måtte ønske at efterlade noget arv blev også regnet med.
Studiet konkluderede at ved årligt at udtrække 3%-4% af værdien af en investors samlede portefølje, var der en høj sandsynlighed for, at porteføljen vil bevare sin værdi, hvis den består af en blanding af aktier og obligationer. Dette har lagt navn til 4%-reglen, som bl.a. benyttes i stort omfang af tilhængere af FIRE-bevægelsen.